# Clayton Moore
Clayton Moore (* 14. September 1914 in Chicago, Illinois, als Jack Carlton Moore; † 28. Dezember 1999 in Los Angeles, Kalifornien) war ein US-amerikanischer Schauspieler.

## Leben
Moore spielte für die Republic Pictures als Vertragsschauspieler in rund 20 Filmen zwischen 1941 und 1953. Berühmt wurde er vor allem durch die Rolle des Lone Ranger, die er in der Serie The Lone Ranger ab 1949 sowie in zwei Kinofilmen verkörperte, zuletzt sogar in einer Folge der Fernsehserie Lassie aus dem Jahr 1959. Speziell für die Rolle des Lone Ranger wurde Moore am 5. Juni 1987 mit einem Stern auf dem Hollywood Walk of Fame geehrt. Die Inschrift des Sterns lautet Clayton Moore – The Lone Ranger. Der Lone Ranger blieb seine mit Abstand bekannteste Rolle, daneben spielte er Hauptrollen, aber auch Bösewichte in B-Filmen und Serials.
Moore starb im Alter von 85 Jahren an einem Herzinfarkt. Sein Grab befindet sich auf dem Forest Lawn Memorial Park in Glendale. Er war viermal verheiratet.

## Filmografie (Auswahl)
- 1937: Unter falschem Namen (Forlorn River)
- 1938: Schule des Verbrechens (Crime School)
- 1938: Über die Grenze entkommen (The Texans)
- 1939: Sergeant Madden
- 1939: Irrwege der Liebe (Broadway Serenade)
- 1939: Zorros Legion reitet wieder (Zorro’s Fighting Legion)
- 1940: Rote Teufel um Kit Carson (Kit Carson)
- 1940: Die Stunde der Vergeltung (The Son of Monte Cristo)
- 1942: Nyoka – Herrin der Beduinen (Perils of Nyoka)
- 1946: Der Mann mit der Totenmaske (The Crimson Ghost) (Serial)
- 1947: Jesse James reitet wieder (Jesse James Rides Again) (Serial)
- 1948: Die Plünderer von Nevada (The Plunderers)
- 1949: Männer mit eisernen Nerven (Riders of the Whistling Pines)
- 1949: Zorro im Wilden Westen (Ghost of Zorro)
- 1949: Cisco, der Banditenschreck (The Gay Amigo)
- 1949–1951, 1954–1957: The Lone Ranger (Fernsehserie, 169 Folgen)
- 1952: The Legend of the Lone Ranger (The Legend of the Lone Ranger) (3 Folgen der Fernsehserie als Kinofilm)
- 1952: Buffalo Bill und der Indianerhäuptling (Buffalo Bill in Tomahawk Territory)
- 1952: Meuterei auf dem Piratenschiff (Mutiny)
- 1952: Gier nach Gold (The Raiders)
- 1953: Dschungel ohne Gnade (Jungle Drums of Africa)
- 1953: Kansas Pazifik (Kansas Pacific)
- 1953: Banditen von Korsika (The Bandits of Corsica)
- 1953–1954: The Gene Autry Show (Fernsehserie, 3 Folgen)
- 1954: Der Wind des Todes (Passion)
- 1956: Der weiße Reiter (The Lone Ranger)
- 1958: Der Held mit der Maske (The Lone Ranger and the Lost City of Gold)
- 1959: Lassie (Fernsehserie, Folge 5x36)
- 1986: The Greatest American Hero (Fernsehserie, Folge 3x14)